# 2050
2050 (MML) será un año normal comenzado en sábado en calendario gregoriano. Será también el número 2050° anno Dómini (AD) o de la designación de Era Cristiana, además del quincuagésimo año del Siglo XXI y del tercer milenio, el último de la quinta década del Siglo XXI y el primero del decenio de los Años 2050. Será designado como:
- El Año del Caballo, según el horóscopo chino.

## Acontecimientos y predicciones a futuro
- El demografista francés Emmanuel Todd predice un crecimiento cero en todo el mundo sobre las tasas de natalidad de la población en el año 2050.

- El Reino Unido podría tener la mayor población en Europa en 2050 y ser el tercer mayor beneficiario de los inmigrantes en el mundo, según las previsiones que apunta la ONU.
- En julio de 2008, el G7 acordó reducir a la mitad las emisiones globales de gases de efecto invernadero en 2050.

- Datos: Q49925
- Multimedia: 2050 / Q49925